# José Bénazéraf
José Benazeraf (8 de enero de 1922 – 1 de diciembre de 2012) fue un director, guionista, actor y productor cinematográfico de nacionalidad francesa.
Cineasta independiente, José Benazeraf produjo casi todas sus películas. Incluso llegó a distribuirlas él mismo, bien colaborando directamente con Henri Boublil, propietario de numerosos cines, entre ellos el Midi-Minuit y Le Méry, en París, o bien alquilando locales de prestigio para llevar a cabo las proyecciones.

## Biografía
Nacido en Casablanca, Marruecos, a principios de los años 1940 estudió en el Centro de estudios políticos y administrativos de la universidad de Argel. En 1945 fracasó en el Instituto de Estudios Políticos de París. Sin embargo, y gracias al comercio de materias primas, se enriqueció. En 1957, de paso por París para adquirir algodón para las telas que vendía en África, el compró los derechos de uso cinematográfico de la obra Lavandières du Portugal, que adaptó ese mismo año, sin experiencia previa alguna en el medio. Les Lavandières du Portugal fue dirigido por  Pierre Gaspard-Huit, aunque el film debería haberlo dirigido Dimitri Kirsanoff, gran cineasta del cine mudo, que murió en el despacho de Benazeraf. La cinta fue un éxito. 
Unos años más tarde colaboró con el productor Georges de Beauregard, coincidiendo con cineastas de la Nouvelle Vague como Claude Chabrol, Paul Gégauff, Jacques Demy, Jean-Luc Godard, Philippe de Broca, etc. Bénazéraf hizo una pequeña actuación en À bout de souffle, de Jean-Luc Godard, rodando una escena con Jean-Paul Belmondo.
José Benazeraf pasó a la dirección en 1962, tras haber producido a Yves Allégret, así como el último film de Edmond T. Gréville. Con el paso del tiempo, sus películas se fueron haciendo más y más explícitas, hasta un momento en que rodó filmes deliberadamente pornográficos (a partir de mediados de los años 1970). Utilizó también historias sobre explotación nazi para apoyar sus títulos pornográficos, como fue el caso de Bordel SS (1978).
Director iconoclasta, realizó sus filmes a una gran velocidad, mezclando a menudo el erotismo con la política, lo cual le valió la intervención de la censura. Sin embargo, recibió el homenaje de cineastas como Henri Langlois y Dominique Païni, miembros de la Cinémathèque française.
José Bénazéraf falleció en Chiclana de la Frontera, España, en el año 2012.·

## Filmografía

### Director
- 1961: Le Quatrième Sexe
- 1962: L'Éternité pour nous
- 1963: Le Concerto de la peur, con Jean-Pierre Kalfon, Régine Rumen, Yvonne Monlaur, Michel Lemoine, Hans Verner y Sylvie Bréal.
- 1963: 24 heures d'un Américain, con Dick Randall, Poupée la Rose, Jessica Rubicon y Dodo' D'Amburg.
- 1963: Cover Girls, con Maria Grazia Buccella, Claudio Gora, Tex Williams, Heidi Balzer y Giorgia Moll.
- 1964: L'Enfer dans la peau, con Michel Lemoine.
- 1965: L'Enfer sur la plage.
- 1966: Model International.
- 1967: Les Premières lueurs de l'aube.
- 1967: Flesh and Fantasy
- 1968 : Un épais manteau de sang, con Paul Guers, Valérie Lagrange, Hans Meyer y Kacia Bartel.
- 1969: Joë Caligula, du suif chez les dabes, con Gérard Blain, Jeanne Valérie, Junie Astor, Ginette Leclerc y Maria Vincent.
- 1969: Bacchanales 69
- 1969: Le Désirable et le Sublime.
- 1970: Triangle, con Hans Meyer.
- 1971: Frustration
- 1972: Racism
- 1972: The French Love
- 1973: Bacchanales 73
- 1973: Le Sexe nu, con Alain Tissier.
- 1973: Black Love, con Alphonse Beni y Alain Tissier.
- 1973: Adolescenza perversa, con Malisa Longo, Femi Benussi, Half Hervé y Véronique Col.
- 1974: Orgies et voluptés
- 1974: Le Bordel, 1re époque: 1900
- 1974: Une garce en chaleur
- 1974: Les Lesbiennes
- 1974: Les Incestueuses
- 1974: La Soubrette
- 1975: La Veuve lubrique
- 1975: Les Deux gouines, con Michèle Perello y Béatrice Harnois.
- 1975: Séquences interdites
- 1975: Les Incestueuses, con Michèle Perello.
- 1975: Sex Porno
- 1975: La Planque 2
- 1975: J.B.1
- 1976: Un dîner très spécial
- 1977: La Bonne auberge
- 1977: Miss Aubépine
- 1977: Freudenhaus ou Bordel SS
- 1978: Ouvre-toi
- 1978: Grimpe-moi dessus... et fais-moi mal
- 1978: Anna cuisses entrouvertes
- 1978: Baisez-moi partout
- 1979: Nicole par dessus, par dessous
- 1979: Je te suce, tu me suces, il nous...
- 1979: Hurlements d'extase
- 1980: Amours d'adolescentes pubères.
- 1980: Les Contes galants de Jean de La Fontaine.
- 1981: Brantôme 81: Vie de dames galantes
- 1982: Patricia, Valéria, Anna et les autres.
- 1985: Saint-Tropez interdit
- 1986: Cynthia's Diary
- 1986: Anatomie d'un meurtre

#### Producciones en vídeo
La mayor parte de los filmes fueron rodados en 24 horas. Algunos se estrenaron en salas, sobre todo en la Amsterdam-Saint-Lazare, el cine de Georges Combret. Las demás pasaron directamente al VHS. Lista no exhaustiva.
- 1982: Petites filles en folie.
- 1982: Les Filles de leur mère.
- 1982: Eva la grande suceuse.
- 1982: La Madone des pipes.
- 1983: Irma la masseuse.
- 1983: La star sodomisée.
- 1983: L'Éveil porno d'une star.
- 1983: Le Majordome est bien monté.
- 1983: Rita la vicieuse.
- 1983: Gilda la ravageuse.
- 1983: La Corrida charnelle.
- 1983: L'Espionne s'envoie en l'air.
- 1983: Le Viol à bicyclette.
- 1983: Je mouille aussi par derrière.
- 1983: L'Antiquaire a la chatte trempée.
- 1983: Je te suce, tu me suces ou la vie d'un bordel de province.
- 1983: Le Désordre et le foutre.
- 1983: Petits culs à enfiler.
- 1983: Orgies révolutionnaires.
- 1983: Sexologues en chaleur.
- 1983: Le Port aux putes.
- 1983: Ingrid, putain de Hambourg.
- 1983: Le Cul des mille plaisirs.
- 1983: Furia porno.
- 1983: Le Yacht des partouzes.
- 1983: L"Amant de Lady Winter.
- 1983: Lady Winter, perversités à l'anglaise.
- 1983: Lady Winter et la C.I.A.
- 1983: Olynka, grande prêtresse de l'amour.
- 1983: Les Partouzes de Lady Winter.
- 1983: Les Confidences pornos de lady Winter]].
- 1983: Les Obsessions sexuelles de lady Winter.
- 1984: La Veuve lubrique 2
- 1984: Le Cul d'Isabelle
- 1986: Triple pénétration
- 1986: Sex Resort
- 1986: Passionate Pupils
- 1986: Naughty French Fantasies
- 1986: Hot Patutti
- 1986: Fantasies of a Married Woman
- 1986: Bedside Manor
- 1987: Spanish Fly
- 1997: Contes de la folie ordinaire
- 1997: Montage JB
- 1998: Acteurs porno en analyse
- 1999: Portrait regards de Zarah Whites

### Actor
- 1957: Les Lavandières du Portugal
- 1961: Un Martien à Paris, de Jean-Daniel Daninos.
- 1959: À bout de souffle, de Jean-Luc Godard.
- 1962: Le Cri de la chair
- 1963: Cover Girls
- 1964: La Nuit la plus longue
- 1967: Les Premières lueurs de l'aube.
- 1975: J.B.1
- 1993: Chambre 12, Hôtel de Suède, de Claude Ventura.

### Productor
- 1957: Les Lavandières du Portugal, de Pierre Gaspard-Huit.
- 1958: La Fille de Hambourg, de Yves Allégret, con Hildegard Knef y Daniel Gélin.
- 1961: Un Martien à Paris, de Jean-Daniel Daninos, con Darry Cowl.
- 1960: Mourir d'amour, de Dany Fog, con Nadia Gray, Elga Andersen, Bruno Cremer, Mireille Darc y Daniel Ceccaldi.
- 1960: La Fête espagnole, de Jean-Jacques Vierne, con Daliah Lavi y Roland Lesaffre.
- 1961: Laurence, de Guy Saguez.
- 1962: L'Accident, de Edmond T. Gréville, con Danik Patisson, Magali Noël, Roland Lesaffre y Georges Rivière.
- 1968: Les Enfants de Caïn, de René Jolivet, con Hans Meyer, Nancy Holloway y Roland Lesaffre.
- 1974: Tous bas, de Noël Simsolo.